# Campeonato Descentralizado 1988
El Campeonato Descentralizado 1988, fue la edición número 58 de la Primera División del Perú, la vigésimo tercera desde que se descentraliza en 1966 y la vigésimo tercera bajo la denominación de Campeonato Descentralizado. Esta edición se llamó Campeonato Héroes de la Aviación en honor a los jugadores del Club Alianza Lima que fallecieron en la tragedia aérea sucedida en 1987.
El Campeonato Descentralizado de fútbol profesional del Perú de 1988 tuvo la participación de 37 equipos, y se jugó bajo el formato de los Campeonatos Regionales del Perú.
El torneo se desarrolló en dos grandes etapas: el Torneo Regional y el Torneo Descentralizado, cada uno de ellos otorgó un cupo para la Final Nacional y para la Copa Libertadores 1989. El partido definitorio se jugó entre Universitario de Deportes (campeón del Regional) y Sporting Cristal (campeón del Descentralizado), Cristal fue el ganador del encuentro y obtuvo su noveno título de la Primera División.
El goleador del torneo fue Luis Mora, quien anotó 25 goles jugando por el Octavio Espinosa.

## Ascensos y descensos
Hubo 14 descensos en la temporada 1987 a la Intermedia 1987, de los cuales 10 equipos retornaron y otros 10 ascendieron en dicho torneo, adicionalmente también ascendió el campeón de la Copa Perú 1987, aumentándose la cantidad a 37 equipos en aquel año.
| Posición | Descensos y Retornos del Intermedia 1987 |
| -------- | ---------------------------------------- |
| 8°       | La Joya-Iqueño (Z. Metrop.) (R)          |
| 9°       | Internacional Cantolao (Z. Metrop.) (R)  |
| 12°      | Octavio Espinosa (Z. Metrop.) (R)        |
| 4°       | Atlético Grau (Z. Norte) (R)             |
| 6°       | Deportivo Cañaña (Z. Norte (R)           |
| 4°       | ADT (Z. Centro) (R)                      |
| 5°       | Defensor ANDA (Z. Centro) (R)            |
| 6°       | Mina San Vicente (Z. Centro) (R)         |
| 4°       | FBC Melgar (Z. Sur) (R)                  |
| 5°       | Atlético Huracán (Z. Sur) (R)            |
| 10°      | Sport Boys (Z. Metrop.) (D)              |
| 11°      | Juventud La Palma (Z. Metrop.) (D)       |
| 5°       | Atlético Torino (Z. Norte) (D)           |
| 6°       | Juvenil Los Ángeles (Z. Sur) (D)         |

| Posición | Ascensos de la Copa Perú e Intermedia 1987 |
| -------- | ------------------------------------------ |
| 1°       | Club Libertad (C. Perú)                    |
| 1°       | Deportivo AELU (Z. Metrop. I.A.)           |
| 1° (Rp.) | Guardia Republicana (Z. Metrop. L.P.)      |
| 1°       | Alianza Atlético (Z. Norte)                |
| 3°       | 15 de Setiembre (Z. Norte)                 |
| 4°       | Juan Aurich (Z. Norte)                     |
| 2°       | León de Huánuco (Z. Centro)                |
| 3°       | Alipio Ponce (Z. Centro)                   |
| 2°       | Alianza Naval (Z. Sur)                     |
| 4°       | Diablos Rojos (Z. Sur)                     |
| 5°       | Deportivo Tintaya (Z. Sur)                 |

### Tabla Resumen Ascensos y Descensos
| Temporada | Ascenso/Descenso                                  | Metropolitano                            | Norte                                                                       | Centro                             | Sur                                                    |
| --------- | ------------------------------------------------- | ---------------------------------------- | --------------------------------------------------------------------------- | ---------------------------------- | ------------------------------------------------------ |
| 1987      | Descendidos a la Intermedia 1987                  | 10° Sport Boys 11° Juventud La Palma     | 5° Atlético Torino                                                          | Ninguno                            | 6° Juvenil Los Ángeles                                 |
| 1988      | Ascendidos de Copa Perú 1987 y la Intermedia 1987 | 1° I.A. AELU 1° L.P. Guardia Republicana | 1 °C.P. Club Libertad 1° Alianza Atlético 3° 15 de Setiembre 4° Juan Aurich | 2° León de Huánuco 3° Alipio Ponce | 2° Alianza Naval 4° Diablos Rojos 5° Deportivo Tintaya |

- Antes de iniciar la Intermedia 1987, el club Internacional Cantolao se cambió de nombre a Circolo Sportivo Internazionale San Borja.
- Antes de iniciar la Intermedia 1987, el club La Joya-Iqueño retornó de nombre a Juventud La Joya.

## Torneo Regional
Fue el primero de los dos grandes torneos disputados ese año, el campeón fue Universitario de Deportes que clasificó a la Final Nacional y a la Copa Libertadores 1989.

### Fase Preliminar
En esta etapa jugaron los 37 equipos de la Primera División del Perú divididos en cuatro grandes zonas: Metropolitana, Norte, Centro y Sur; los mejor ubicados en estas zonas clasificaron a una Liguilla en donde definían al campeón.

#### Zona Metropolitana

##### Grupo A
| Pos. | Equipo              | Pts. | PJ | PG | PE | PP | GF | GC | DG  | Clasificación                                      |
| ---- | ------------------- | ---- | -- | -- | -- | -- | -- | -- | --- | -------------------------------------------------- |
| 1    | Universitario       | 16   | 12 | 7  | 2  | 3  | 19 | 7  | +12 | Torneo Descentralizado, Liguilla Regional          |
| 2    | San Agustín         | 16   | 12 | 6  | 4  | 2  | 16 | 13 | +3  | Torneo Descentralizado, Play-off Liguilla Regional |
| 3    | Sporting Cristal    | 13   | 12 | 4  | 5  | 3  | 16 | 13 | +3  | Torneo Descentralizado                             |
| 4    | AELU                | 11   | 12 | 4  | 3  | 5  | 12 | 14 | -2  | Torneo Descentralizado "B"                         |
| 5    | CNI                 | 10   | 12 | 3  | 4  | 5  | 10 | 15 | -5  | Torneo Descentralizado "B"                         |
| 6    | Guardia Republicana | 5    | 12 | 0  | 5  | 7  | 9  | 26 | -17 | Torneo Descentralizado "B", Play-off Descenso      |

##### Grupo B
| Pos. | Equipo                   | Pts. | PJ | PG | PE | PP | GF | GC | DG  | Clasificación                                      |
| ---- | ------------------------ | ---- | -- | -- | -- | -- | -- | -- | --- | -------------------------------------------------- |
| 1    | Unión Huaral             | 17   | 12 | 6  | 5  | 1  | 20 | 10 | +10 | Torneo Descentralizado, Liguilla Regional          |
| 2    | Octavio Espinosa         | 15   | 12 | 5  | 5  | 2  | 15 | 12 | +3  | Torneo Descentralizado, Play-off Liguilla Regional |
| 3    | Deportivo Municipal      | 13   | 12 | 6  | 1  | 5  | 15 | 9  | +6  | Torneo Descentralizado                             |
| 4    | Alianza Lima             | 13   | 12 | 5  | 3  | 4  | 10 | 7  | +3  | Torneo Descentralizado "B"                         |
| 5    | Juventud La Joya         | 9    | 12 | 3  | 3  | 6  | 9  | 18 | -9  | Torneo Descentralizado "B"                         |
| 6    | Internazionale San Borja | 6    | 12 | 2  | 2  | 8  | 10 | 17 | -7  | Torneo Descentralizado "B", Play-off Descenso      |

- Antes de Iniciar la Intermedia 1987 Zona Metropolitana El Internacional Cantolao se Cambió de Nombre a Circolo Sportivo Internazionale San Borja.
- Antes de Iniciar la Intermedia 1987 Zona Metropolitana El Club La Joya-Iqueño Retornó de Nombre a Juventud La Joya.

##### Play-off Liguilla Regional
| 17 de agosto de 1988 | San Agustín | 2-1 | Octavio Espinosa | Estadio Nacional, Lima |  |

##### Play-off Descenso
| 17 de agosto de 1988 | Internazionale San Borja | 1-0 | Guardia Republicana | Estadio Nacional, Lima |  |
|                      | Orlando Rosales          |     |                     |                        |  |

#### Zona Norte
| Pos. | Equipo               | Pts. | PJ | PG | PE | PP | GF | GC | DG  | Clasificación                             |
| ---- | -------------------- | ---- | -- | -- | -- | -- | -- | -- | --- | ----------------------------------------- |
| 1    | Alianza Atlético     | 24   | 16 | 9  | 6  | 1  | 21 | 9  | +12 | Torneo Descentralizado, Liguilla Regional |
| 2    | UTC                  | 19   | 16 | 7  | 5  | 4  | 20 | 13 | +7  | Torneo Descentralizado                    |
| 3    | Carlos Mannucci      | 18   | 16 | 6  | 6  | 4  | 14 | 10 | +4  | Torneo Descentralizado "B"                |
| 4    | Atlético Grau        | 15   | 16 | 4  | 7  | 5  | 18 | 15 | +3  | Torneo Descentralizado "B"                |
| 5    | Deportivo Cañaña     | 15   | 16 | 3  | 9  | 4  | 13 | 14 | -1  | Torneo Descentralizado "B"                |
| 6    | Libertad             | 14   | 16 | 3  | 8  | 5  | 11 | 13 | -2  | Torneo Descentralizado "B"                |
| 7    | Juan Aurich          | 13   | 16 | 2  | 9  | 5  | 11 | 16 | -5  | Torneo Descentralizado "B"                |
| 8    | 15 de Septiembre     | 13   | 16 | 3  | 7  | 6  | 15 | 23 | -8  | Torneo Descentralizado "B"                |
| 9    | Hungaritos Agustinos | 13   | 16 | 3  | 7  | 6  | 13 | 23 | -10 | Torneo Descentralizado "B"                |

#### Zona Centro
| Pos. | Equipo             | Pts. | PJ | PG | PE | PP | GF | GC | DG | Clasificación                             |
| ---- | ------------------ | ---- | -- | -- | -- | -- | -- | -- | -- | ----------------------------------------- |
| 1    | Deportivo Junín    | 18   | 14 | 6  | 6  | 2  | 21 | 12 | +9 | Torneo Descentralizado, Liguilla Regional |
| 2    | Mina San Vicente   | 18   | 14 | 6  | 6  | 2  | 15 | 8  | +7 | Torneo Descentralizado                    |
| 3    | Unión Minas        | 17   | 14 | 6  | 5  | 3  | 18 | 13 | +5 | Torneo Descentralizado "B"                |
| 4    | León de Huánuco    | 14   | 14 | 5  | 4  | 5  | 11 | 15 | -4 | Torneo Descentralizado "B"                |
| 5    | ADT                | 13   | 14 | 4  | 5  | 5  | 13 | 13 | 0  | Torneo Descentralizado "B"                |
| 6    | Deportivo Pucallpa | 13   | 14 | 5  | 3  | 6  | 10 | 14 | -4 | Torneo Descentralizado "B"                |
| 7    | Alipio Ponce       | 10   | 14 | 1  | 8  | 5  | 10 | 17 | -7 | Torneo Descentralizado "B"                |
| 8    | Defensor ANDA      | 9    | 14 | 3  | 3  | 8  | 8  | 14 | -6 | Torneo Descentralizado "B"                |

#### Zona Sur
| Pos. | Equipo            | Pts. | PJ | PG | PE | PP | GF | GC | DG  | Clasificación                             |
| ---- | ----------------- | ---- | -- | -- | -- | -- | -- | -- | --- | ----------------------------------------- |
| 1    | Cienciano         | 22   | 14 | 10 | 2  | 2  | 30 | 9  | +21 | Torneo Descentralizado, Liguilla Regional |
| 2    | FBC Melgar        | 21   | 14 | 10 | 1  | 3  | 33 | 15 | +18 | Torneo Descentralizado                    |
| 3    | Coronel Bolognesi | 18   | 14 | 8  | 2  | 4  | 22 | 13 | +9  | Torneo Descentralizado "B"                |
| 4    | Alfonso Ugarte    | 14   | 14 | 5  | 4  | 5  | 13 | 11 | +2  | Torneo Descentralizado "B"                |
| 5    | Deportivo Tintaya | 10   | 14 | 3  | 4  | 7  | 18 | 31 | -13 | Torneo Descentralizado "B"                |
| 6    | Diablos Rojos     | 9    | 14 | 4  | 1  | 9  | 12 | 20 | -8  | Torneo Descentralizado "B"                |
| 7    | Atlético Huracán  | 9    | 14 | 3  | 3  | 8  | 14 | 24 | -10 | Torneo Descentralizado "B"                |
| 8    | Alianza Naval     | 9    | 14 | 3  | 3  | 8  | 15 | 34 | -19 | Torneo Descentralizado "B"                |

### Liguilla Regional
Fue disputada por los equipos con mayor puntaje de las cuatro zonas del torneo: Universitario de Deportes, Unión Huaral, San Agustín, Alianza Atlético, Deportivo Junín y Cienciano. Universitario logró el mayor puntaje clasificando así a la Final Nacional.
| Pos. | Equipo           | Pts. | PJ | PG | PE | PP | GF | GC | DG | Clasificación                          |
| ---- | ---------------- | ---- | -- | -- | -- | -- | -- | -- | -- | -------------------------------------- |
| 1    | 'Universitario'  | 8    | 5  | 3  | 2  | 0  | 10 | 1  | +9 | Final Nacional, Copa Libertadores 1989 |
| 2    | Unión Huaral     | 7    | 5  | 3  | 1  | 1  | 9  | 3  | +6 |                                        |
| 3    | Alianza Atlético | 5    | 5  | 1  | 3  | 1  | 5  | 5  | 0  |                                        |
| 4    | Deportivo Junín  | 4    | 5  | 1  | 2  | 2  | 5  | 12 | -7 |                                        |
| 5    | San Agustín      | 3    | 5  | 1  | 1  | 3  | 6  | 9  | -3 |                                        |
| 6    | Cienciano        | 3    | 5  | 1  | 1  | 3  | 5  | 10 | -5 |                                        |

## Torneo Descentralizado
Fue el segundo de los torneos disputados ese año que otorgaban el otro cupo a la Final Nacional y la clasificación a la Copa Libertadores 1989. El campeón fue Sporting Cristal al obtener la mayor cantidad de puntos en la Liguilla.

### Fase Regular
Fue disputada por los doce equipos que clasificaron al Descentralizado a través de sus puntuaciones en el Torneo Regional. Los cinco equipos mejor ubicados clasificaron a la Liguilla, y los dos primeros lo hicieron con bonificación de puntos.
| Pos. | Equipo              | Pts. | PJ | PG | PE | PP | GF | GC | DG  | Clasificación                             |
| ---- | ------------------- | ---- | -- | -- | -- | -- | -- | -- | --- | ----------------------------------------- |
| 1    | 'Sporting Cristal'  | 28   | 22 | 11 | 6  | 5  | 29 | 15 | +14 | Liguilla Descentralizado, Bonificación +2 |
| 2    | 'Alianza Atlético'  | 27   | 22 | 12 | 3  | 7  | 29 | 23 | +6  | Liguilla Descentralizado, Bonificación +1 |
| 3    | Universitario       | 26   | 22 | 10 | 6  | 6  | 41 | 20 | +21 | Liguilla Descentralizado                  |
| 4    | 'Unión Huaral'      | 26   | 22 | 11 | 4  | 7  | 34 | 27 | +7  | Liguilla Descentralizado                  |
| 5    | 'Octavio Espinosa'  | 24   | 22 | 10 | 4  | 8  | 32 | 29 | +3  | Liguilla Descentralizado                  |
| 6    | UTC                 | 24   | 22 | 9  | 6  | 7  | 28 | 25 | +3  |                                           |
| 7    | Deportivo Junín     | 22   | 22 | 9  | 4  | 9  | 29 | 23 | +6  |                                           |
| 8    | Cienciano           | 20   | 22 | 7  | 6  | 9  | 27 | 35 | -8  |                                           |
| 9    | FBC Melgar          | 19   | 22 | 7  | 5  | 10 | 33 | 39 | -6  |                                           |
| 10   | San Agustín         | 18   | 22 | 5  | 8  | 9  | 19 | 33 | -14 |                                           |
| 11   | Deportivo Municipal | 17   | 22 | 5  | 7  | 10 | 25 | 33 | -8  |                                           |
| 12   | Mina San Vicente    | 13   | 22 | 3  | 7  | 12 | 13 | 37 | -24 |                                           |

### Torneo Descentralizado "B"
Fue un certamen disputado por todos aquellos equipos que no lograron la clasificación a la Fase Regular del Descentralizado. El ganador obtenía un cupo a la Liguilla Descentralizado.

#### Fase Preliminar
Los clubes fueron clasificados en cuatro zonas: Norte, Centro, Metropolitana y Sur; los cuatro primeros lugares de cada zona clasificaron a una liguilla en donde definían al ganador.

##### Zona Metropolitana
| Pos. | Equipo                   | Pts | PJ | PG | PE | PP | GF | GC | DG | Clasificación |
| ---- | ------------------------ | --- | -- | -- | -- | -- | -- | -- | -- | ------------- |
| 1    | 'Alianza Lima'           | 14  | 10 | 6  | 2  | 2  | 14 | 9  | +5 | Grupo Final   |
| 2    | Guardia Republicana      | 14  | 10 | 5  | 4  | 1  | 10 | 5  | +5 |               |
| 3    | Juventud La Joya         | 9   | 10 | 1  | 7  | 2  | 12 | 13 | -1 |               |
| 4    | CNI                      | 9   | 10 | 2  | 5  | 3  | 11 | 12 | -1 |               |
| 5    | AELU                     | 8   | 10 | 2  | 4  | 4  | 12 | 15 | -3 |               |
| 6    | Internazionale San Borja | 6   | 10 | 2  | 2  | 6  | 8  | 13 | -5 |               |

##### Zona Norte
| Pos. | Equipo               | Pts. | PJ | PG | PE | PP | GF | GC | DG | Clasificación |
| ---- | -------------------- | ---- | -- | -- | -- | -- | -- | -- | -- | ------------- |
| 1    | Deportivo Cañaña     | 16   | 12 | 5  | 6  | 1  | 16 | 8  | +8 | Grupo Final   |
| 2    | Juan Aurich          | 14   | 12 | 4  | 6  | 2  | 9  | 7  | +2 |               |
| 3    | Libertad             | 13   | 12 | 2  | 9  | 1  | 10 | 7  | +3 |               |
| 4    | Carlos Mannucci      | 12   | 12 | 3  | 6  | 3  | 9  | 9  | 0  |               |
| 5    | 15 de Setiembre      | 11   | 12 | 1  | 9  | 2  | 8  | 9  | -1 |               |
| 6    | Hungaritos Agustinos | 9    | 12 | 3  | 3  | 6  | 9  | 15 | -6 |               |
| 7    | Atlético Grau        | 9    | 12 | 2  | 5  | 5  | 7  | 13 | -6 |               |

##### Zona Centro
| Pos. | Equipo             | Pts. | PJ | PG | PE | PP | GF | GC | DG  | Clasificación |
| ---- | ------------------ | ---- | -- | -- | -- | -- | -- | -- | --- | ------------- |
| 1    | Defensor ANDA      | 14   | 10 | 6  | 2  | 2  | 12 | 5  | +7  | Grupo Final   |
| 2    | Unión Minas        | 13   | 10 | 5  | 3  | 2  | 11 | 7  | +4  |               |
| 3    | ADT                | 12   | 10 | 5  | 2  | 3  | 11 | 10 | +1  |               |
| 4    | León de Huánuco    | 10   | 10 | 2  | 6  | 2  | 8  | 6  | +2  |               |
| 5    | Alipio Ponce       | 9    | 10 | 3  | 3  | 4  | 12 | 12 | 0   |               |
| 6    | Deportivo Pucallpa | 2    | 10 | 0  | 2  | 8  | 2  | 16 | -14 |               |

##### Zona Sur
| Pos. | Equipo            | Pts. | PJ | PG | PE | PP | GF | GC | DG  | Clasificación |
| ---- | ----------------- | ---- | -- | -- | -- | -- | -- | -- | --- | ------------- |
| 1    | 'Alfonso Ugarte'  | 13   | 10 | 5  | 3  | 2  | 15 | 5  | +10 | Grupo Final   |
| 2    | Coronel Bolognesi | 12   | 10 | 4  | 4  | 2  | 13 | 5  | +8  |               |
| 3    | Alianza Naval     | 12   | 10 | 5  | 2  | 3  | 7  | 9  | -2  |               |
| 4    | Deportivo Tintaya | 9    | 10 | 4  | 1  | 5  | 10 | 16 | -6  |               |
| 5    | Atlético Huracán  | 7    | 10 | 3  | 1  | 6  | 6  | 10 | -4  |               |
| 6    | Diablos Rojos     | 7    | 10 | 2  | 3  | 5  | 7  | 13 | -6  |               |

#### Grupo Final
| Pos. | Equipo           | Pts. | PJ | PG | PE | PP | GF | GC | DG | Clasificación            |
| ---- | ---------------- | ---- | -- | -- | -- | -- | -- | -- | -- | ------------------------ |
| 1    | 'Alianza Lima'   | 6    | 3  | 3  | 0  | 0  | 6  | 0  | +6 | Liguilla Descentralizado |
| 2    | Deportivo Cañaña | 4    | 3  | 2  | 0  | 1  | 3  | 3  | 0  |                          |
| 3    | Alfonso Ugarte   | 2    | 3  | 1  | 0  | 2  | 1  | 3  | -2 |                          |
| 4    | Defensor ANDA    | 0    | 3  | 0  | 0  | 3  | 1  | 5  | -4 |                          |

### Liguilla Descentralizado
Fue disputada por los cinco primeros de la Fase Regular del Descentralizado (Sporting Cristal que ingresó con 2 puntos de bonificación , Alianza Atlético que ingresó con 1 punto de bonificación, Universitario de Deportes, Unión Huaral y Octavio Espinosa); además del ganador del Torneo Descentralizado "B" (Alianza Lima).
Sporting Cristal ganó la Liguilla gracias a los dos puntos de bonificación que obtuvo: Empezó perdiendo 1-0 con Alianza Atlético Sullana, luego ganó al Octavio Espinoza 1-0, luego empató con Alianza Lima 1-1, con Universitario de Deportes 0-0, y la última fecha derrota al Unión Huaral 1-0, de esta manera se adjudicó el Torneo Descentralizado y el pase a la Final Nacional para definir al campeón del año.
| Pos. | Equipo             | Pts. | PJ | PG | PE | PP | GF | GC | DG | Clasificación                          |
| ---- | ------------------ | ---- | -- | -- | -- | -- | -- | -- | -- | -------------------------------------- |
| 1    | 'Sporting Cristal' | 8    | 5  | 2  | 2  | 1  | 3  | 2  | +1 | Final Nacional, Copa Libertadores 1989 |
| 2    | Universitario      | 7    | 5  | 2  | 3  | 0  | 8  | 3  | +5 |                                        |
| 3    | Alianza Atlético   | 6    | 5  | 2  | 1  | 2  | 4  | 4  | 0  |                                        |
| 4    | Octavio Espinosa   | 5    | 5  | 1  | 3  | 1  | 5  | 4  | +1 |                                        |
| 5    | Unión Huaral       | 4    | 5  | 1  | 2  | 2  | 4  | 6  | -2 |                                        |
| 6    | Alianza Lima       | 3    | 5  | 0  | 3  | 2  | 8  | 11 | -3 |                                        |

|  | Final Nacional, Copa Libertadores 1989 |

## Final Nacional
Se jugó en el Estadio Nacional entre Universitario de Deportes (campeón de la Liguilla Regional 1988) y Sporting Cristal (campeón del Descentralizado 1988). El partido culminó empatado a un gol en tiempo regular, en la prórroga Cristal adelantó con gol de Luis Redher y finalmente mantuvo el resultado, consiguiendo así el título nacional.
Durante ese año 1988, el equipo rimense disputó 40 partidos, de los cuales ganó 18, empató 13 y perdió 9. Anotó 49 goles y recibió 31 goles, incluyendo el partido de la final nacional, el goleador del equipo fue César Loyola con 12 goles; mientras que el entrenador en la liguilla fue Alberto Gallardo, el ídolo máximo del club.
| Play-off; 26 de enero de 1989, 19:30 | Sporting Cristal                        | 2:1 (1:1), (0:0) | Universitario    | Estadio Nacional, Lima                                                 |                                                                        |
|                                      | Óscar Calvo 60' · Luis Redher 92' (ext) |                  | Fidel Suárez 89' | Asistencia: 28.200 espectadores Árbitro(s): Juan Carlos Miranda (Perú) | Asistencia: 28.200 espectadores Árbitro(s): Juan Carlos Miranda (Perú) |

| 1  | POR | Jesús Purizaga      |  |
| 2  | DEF | Roberto Arrelucea   |  |
| 3  | DEF | Martín Ochandarte   |  |
| 4  | DEF | Segundo Cruz        |  |
| 5  | DEF | Jorge Arteaga       |  |
| 14 | DEF | Percy Olivares      |  |
| 6  | MED | Mario Palacios      |  |
| 7  | MED | Francesco Manassero |  |
| 10 | MED | Julio César Uribe   |  |
| 15 | DEL | Luis Redher         |  |
| 11 | DEL | Víctor Hurtado      |  |
| DT | DT  | Alberto Gallardo    |  |

| 1  | POR | César Chávez-Riva   |  |
| 2  | DEF | Leonardo Rojas      |  |
| 6  | DEF | Pedro Requena       |  |
| 8  | DEF | José del Solar      |  |
| 17 | DEF | José Trece          |  |
| 5  | MED | Javier Chirinos     |  |
| 20 | MED | José Luis Carranza  |  |
| 15 | MED | Roberto Martínez    |  |
| 10 | DEL | Fidel Suárez        |  |
| 9  | DEL | Andrés Gonzales     |  |
| 11 | DEL | Jesús Torrealva     |  |
| DT | DT  | Juan Carlos Oblitas |  |

| 12 | POR | Gustavo Gonzales x Purizaga |  |
| 18 | DEL | Óscar Calvo x Olivares      |  |

|  | 60' | Óscar Calvo |
|  | 92' | Luis Redher |

|  | 88' | Fidel Suárez |

|  |  | Jorge Arteaga     |
|  |  | Julio César Uribe |
|  |  | Mario Palacios    |

|  |  | Leo Rojas     |
|  |  | José Carranza |
|  |  | Fidel Suárez  |

| Árbitro | Juan Carlos Miranda |

| 1  | POR | Jesús Purizaga      |  |
| 2  | DEF | Roberto Arrelucea   |  |
| 3  | DEF | Martín Ochandarte   |  |
| 4  | DEF | Segundo Cruz        |  |
| 5  | DEF | Jorge Arteaga       |  |
| 14 | DEF | Percy Olivares      |  |
| 6  | MED | Mario Palacios      |  |
| 7  | MED | Francesco Manassero |  |
| 10 | MED | Julio César Uribe   |  |
| 15 | DEL | Luis Redher         |  |
| 11 | DEL | Víctor Hurtado      |  |
| DT | DT  | Alberto Gallardo    |  |

| 1  | POR | César Chávez-Riva   |  |
| 2  | DEF | Leonardo Rojas      |  |
| 6  | DEF | Pedro Requena       |  |
| 8  | DEF | José del Solar      |  |
| 17 | DEF | José Trece          |  |
| 5  | MED | Javier Chirinos     |  |
| 20 | MED | José Luis Carranza  |  |
| 15 | MED | Roberto Martínez    |  |
| 10 | DEL | Fidel Suárez        |  |
| 9  | DEL | Andrés Gonzales     |  |
| 11 | DEL | Jesús Torrealva     |  |
| DT | DT  | Juan Carlos Oblitas |  |

| 12 | POR | Gustavo Gonzales x Purizaga |  |
| 18 | DEL | Óscar Calvo x Olivares      |  |

|  | 60' | Óscar Calvo |
|  | 92' | Luis Redher |

|  | 88' | Fidel Suárez |

|  |  | Jorge Arteaga     |
|  |  | Julio César Uribe |
|  |  | Mario Palacios    |

|  |  | Leo Rojas     |
|  |  | José Carranza |
|  |  | Fidel Suárez  |

| Árbitro | Juan Carlos Miranda |

## Campeón
|                             |
| Campeón Nacional            |
| Sporting Cristal 9.º título |

## Estadísticas

### Máximos goleadores
Lista con los máximos goleadores de la competencia.
| Jugador                                | Equipo                    | Goles |
| -------------------------------------- | ------------------------- | ----- |
| Alberto Mora                           | Octavio Espinosa          | 25    |
| Wilson Ramírez                         | F. B. C. Melgar           | 21    |
| Ricardo Vinatea                        | Hungaritos Agustinos      | 17    |
| Percy Aguilar                          | Cienciano                 | 15    |
| Ramón Anchisi                          | Alianza Atlético          | 15    |
| David Zuluaga                          | Sport Boys                | 14    |
| Fidel Suárez                           | Universitario de Deportes | 14    |
| César Loyola                           | Sporting Cristal          | 12    |
| Andrés Gonzales                        | Universitario de Deportes | 12    |
| Genaro Neyra                           | F. B. C. Melgar           | 12    |
| Jesús Torrealva                        | Universitario de Deportes | 12    |
| Domingo Farfán                         | Unión Huaral              | 11    |
| José Cañamero                          | Juventud La Joya          | 11    |
| Walter Bustamante                      | Deportivo Municipal       | 10    |
| Carlos Denegri                         | Carlos A. Mannucci        | 10    |
| Manuel García                          | C.N.I.                    | 10    |
| Luis Redher                            | Sporting Cristal          | 9     |
| Jorge Cordero                          | Unión Huaral              | 9     |
| Carlos Valdez                          | Carlos A. Mannucci        | 9     |
| Oswaldo Araujo                         | Internazionale San Borja  | 9     |
| Actualizado el 22 de noviembre de 2019 |                           |       |